# EDiscovery
Mittels eDiscovery (auch E-Discovery oder e-discovery) werden in Unternehmen für einen bestimmten Sachverhalt relevante Daten (meist E-Mails und Dokumente) identifiziert, aufbereitet und bereitgestellt bzw. an Dritte übergeben.
Der Begriff kommt ursprünglich aus dem angloamerikanischen Rechtsraum und bezeichnet dort den Teil einer Discovery, der elektronische Unterlagen, wie beispielsweise E-Akten, E-Mails oder Chat-Protokollen betrifft. Mittels eines eDiscovery-Prozesses soll dabei die Vollständigkeit der Daten sichergestellt und gleichzeitig die Gefahr, Geschäftsgeheimnisse zu verlieren, minimiert werden. Der Prozess wird in der Regel durch eine Software unterstützt bzw. durch diese teilautomatisiert.
Neben diesem Einsatz, werden eDiscovery-Prozesse und -Software bei der Analyse von unstrukturierten Massendaten in und außerhalb von Unternehmen eingesetzt. Beispielsweise setzte die Süddeutsche Zeitung zusammen mit dem Internationales Netzwerk investigativer Journalisten für die Aufbereitung der Panama Papers die eDisovery-Software Nuix ein und vom Internationalen Strafgerichtshof für das ehemalige Jugoslawien der Vereinten Nationen wurde die eDisovery-Software ZyLAB verwendet.

## EDRM Model
Die 2005 von George Socha und Tom Gelbmann gegründete EDRM (Electronic Discovery Reference Model) Community, eine Gruppe Rechts- und eDiscovery-Experten, die 2016 von der Duke Law School und im Oktober 2019 von Mary Mack und Kaylee Walstad übernommen wurde, haben die Schlüsselprozesse des eDiscovery-Prozesses im EDRM-Model zusammengefasst. Das so entstandene Konzept wurde grafisch als EDRM-Diagramm dargestellt und hat sich zum Branchenstandard entwickelt.
Das EDRM-Diagramm setzt sich dabei aus mehreren Bausteinen zusammen, die einzeln oder gemeinsam durchgeführt werden können. Dabei müssen die einzelnen Bausteine nicht in einer festgelegten Reihenfolge abgearbeitet werden, vielmehr kann es notwendig sein, wenn man ein besseres Verständnis der Daten gewonnen hat oder ein geänderter Sachverhalt vorliegt, einzelne Bausteine zu wiederholen.

### Informations-Governance
Informations-Governance soll die Beherrschbarkeit der eDiscovery-Kosten sicherstellen. Hierzu wird die gesamte Lebensspanne der Daten von der Erzeugung bis zur endgültigen Löschung gesteuert. Von der EDRM wird hierfür das Information Governance Reference Model (IGRM) als eigenständiges Framework vorgeschlagen.

### Identification
Im Rahmen der Identifikation sollen potenzielle Datenquellen bzw. Custodians, die im Besitz von potenziellen, relevanten Informationen oder Dokumenten sind, möglichst vollständig identifiziert und lokalisiert werden. Custodians bezeichnen Personen, die Daten verwalten bzw. kontrollieren, z. B. der Besitzer eines E-Mail-Postfaches. Der Datenumfang kann hier durch Filter, z. B. auf einen bestimmten Datumsbereich, reduziert werden. Es ist nicht ungewöhnlich, dass im Rahmen einer eDiscovery weitere potentielle Datenquellen und/oder Custodians identifiziert werden.

### Preservation
Im Rahmen der Konservierung sollen Daten vor versehentlicher oder vorsätzlicher Veränderung geschützt werden.

### Collection
Im Rahmen der Sammlung sollen die identifizierten Daten und deren Metadaten gerichtsfest eingesammelt werden.

### Processing
Bei der Verarbeitung der gesammelten Daten werden diese gemäß der jeweiligen Anforderungen normalisiert und Metadaten aufbereitet. Die Datenmenge wird dabei durch Deduplizierung und Filterkriterien reduziert.

### Review
Der Reviewer soll die einzelnen Dateien bezüglich Sachverhaltsrelevanz (responsiveness) und Vertraulichkeit auswerten. Hierzu können erneut Suchphrasen (z. B. Wortkombinationen, regulärer Ausdrücke oder Muster) und Filter (z. B. nach Datum, E-Mail-Absender/Empfänger oder Metadaten) zur Vorselektion potentiell relevanter Dateien genutzt werden. Bei großen Datenmengen werden die zu sichtenden potentiell relevanten Daten in der Regel in sog. Batches aufgeteilt und die Sichtung arbeitsteilig
durchgeführt. Enthalten die Daten vertrauliche Sachverhalte, unrelevante Daten, so können die Bestandteile geschwärzt oder zur Schwärzung vorgeschlagen werden.
Zusätzlich können hier Methoden des maschinellen Lernens zur Unterstützung eingesetzt werden. Für diesen Technology-assisted-review (TAR) hat die EDRM-Community ebenfalls ein eigenes Modell entwickelt.

### Analysis
War die Analyse zuerst nur auf die Faktengewinnung aus Dokumenten ausgerichtet, kommt die Analyse inzwischen bei allen Bausteinen eingesetzt. Zur Inhalts- bzw. Metadaten-Analyse wurde dafür um Methoden der Prozessanalyse erweitert.

### Production
Bei der Fertigstellung werden die relevanten Daten für die Weiterverarbeitung oder Weitergabe bereitgestellt. Dies kann z. B. durch Umwandlung ins Portable Document Format oder ins Tagged Image File Format geschehen, gegebenenfalls sind dabei irrelevante oder personenbeziehbaren Dateibestandteile zu schwärzen. Der Datenaustausch zwischen unterschiedlichen eDiscovery-Software-Lösungen kann beispielsweise im EDRM-XML Datenformat unterstützt werden.

### Presentation
Die Präsentation soll die Ergebnisse, die anderen Bausteine und/oder die gewählte Methode adressatengerecht vorstellen.

## Situation in Deutschland
eDiscovery-Unterstützung wird in Deutschland hauptsächlich von international tätigen Anwaltskanzleien, großen und mittleren
Wirtschaftsprüfungsgesellschaften sowie von technischen IT-Dienstleistern angeboten.